# M-Clan

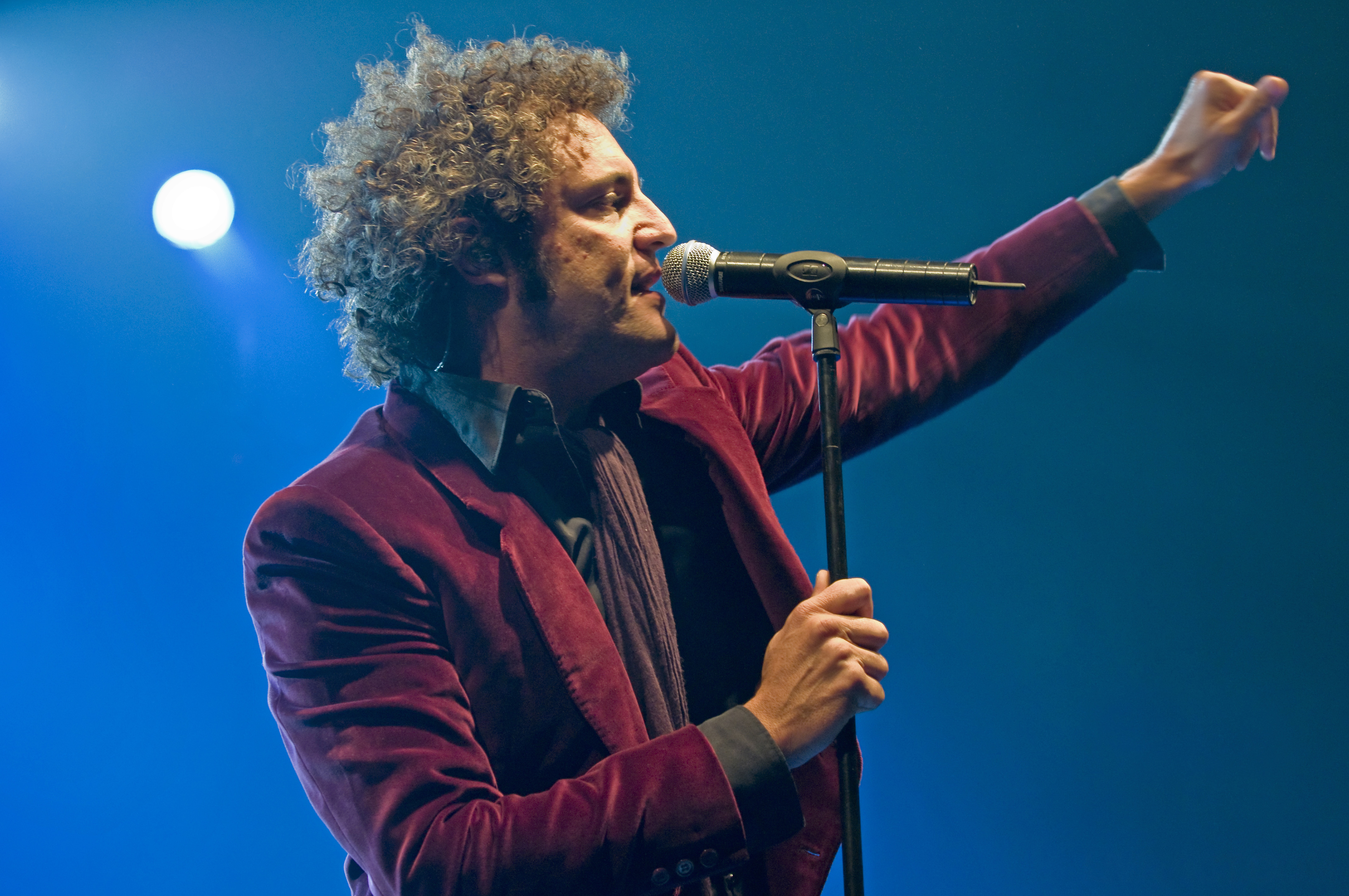
Carlos Tarque en concierto.

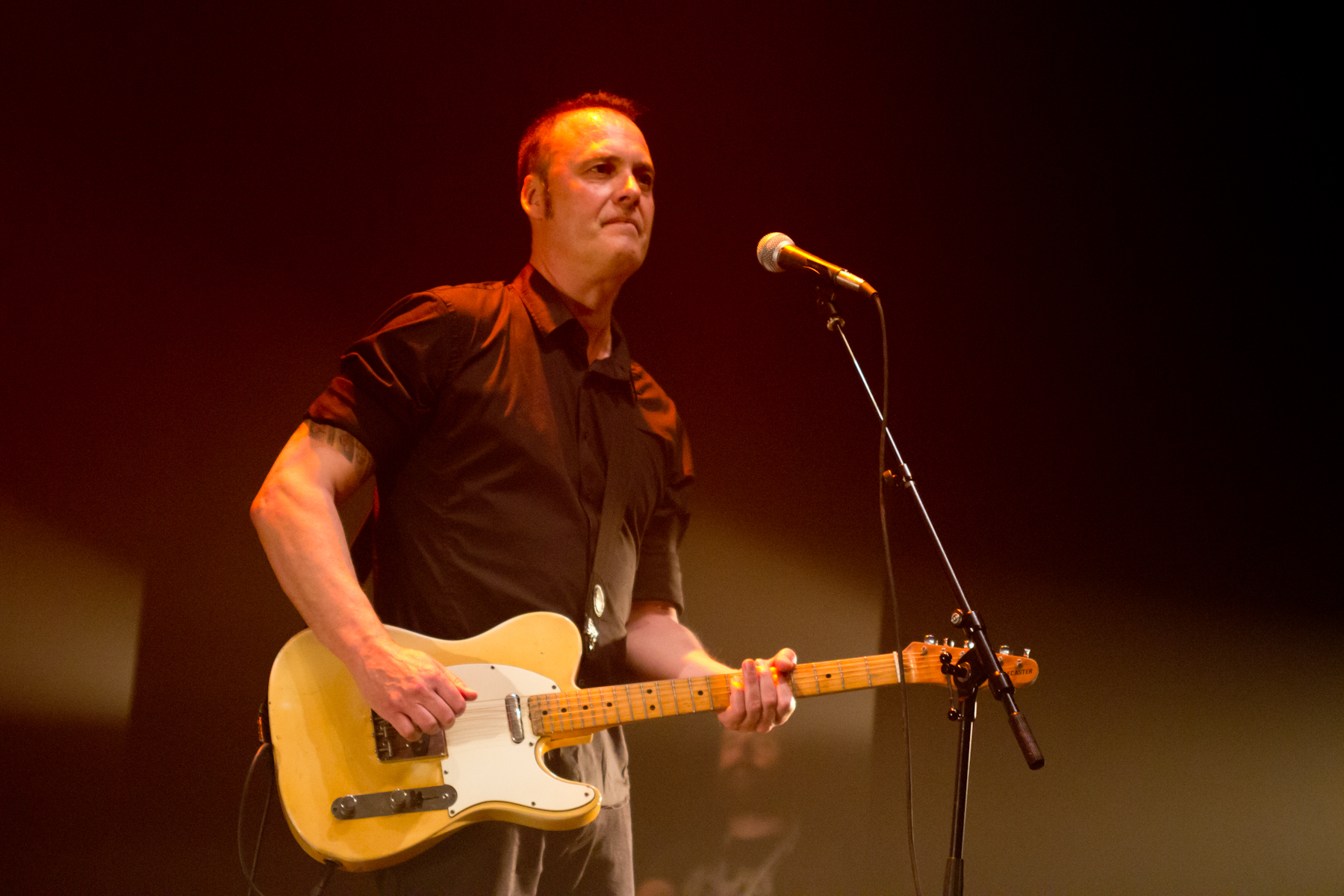
Ricardo Ruipérez en concierto.

M-Clan es un grupo murciano (España), de  rock. Sus componentes son Carlos Tarque (voz) y Ricardo Ruipérez (guitarra). En su último álbum les acompañaron Iván González “Chapo” (bajo), Coki Giménez (batería) y Prisco (guitarra).
Excomponentes del grupo son: Santiago Campillo (guitarra), que formó parte de M-Clan desde sus inicios hasta finales del año 2001, Juan Antonio Otero "Oti" (batería, miembro original, hasta 2010, fallecido en 2021), Pascual Saura (bajo, miembro original, hasta 2010, fallecido en 2010) y Alejandro Climent "Boli" (teclados, desde Defectos personales hasta 2010), Carlos Raya (guitarra) e Íñigo Uribe (miembro original, teclados, dos álbumes con el grupo), que fue el primero en abandonar la formación inicial.
Algunos colaboradores habituales del grupo son: Luis Prado (teclados, líder de Señor Mostaza), Juan Carlos Armero (percusión), Mavi Díaz (coros), Momo Cortés (coros) y Prisco Priscus (guitarra).

## Biografía
El grupo se creó en Murcia (España) en el mes de marzo de 1993, con Carlos Tarque, Santiago Campillo, Juan Antonio Otero, Pascual Saura e Íñigo Uribe como miembros fundadores. Más tarde se añadiría Ricardo Ruipérez. Ambos (Ricardo y Carlos) se habían conocido tiempo atrás durante el servicio militar obligatorio y, más tarde, juntos configuraron Murciálagos, luego Murciélagos Clan, que pronto pasó a ser M-Clan. Comenzaron ofreciendo conciertos y grabando alguna maqueta de la que sacaron un mini vinilo editado por Subterfuge, aunque preferían tocar en directo.
Su estilo ha evolucionado desde el rock de influencia sureña de sus dos primeros discos (Un buen momento y Coliseum) hacia sonidos más comerciales, posiblemente desde el lanzamiento del sencillo «Llamando a la Tierra» (versión en español de la canción «Serenade» de Steve Miller Band) en su disco Usar y tirar. Las diferencias son notables a lo largo de sus discos, llegando a acercarse de manera más clara al soul y el blues en el año 2010 con Para no ver el final mediante la utilización de viento metal.
En el año 1995 firmaron un contrato con la casa discográfica Dro, y fruto de esta asociación viajaron a Memphis, EE. UU., para grabar su primer álbum, que sería titulado Un buen momento y saldría a la venta ese mismo año. Sin embargo, este álbum debut no consiguió un elevado número de copias vendidas. Dos años más tarde se publicaría su segundo trabajo, Coliseum, que tampoco fue un éxito comercial, pero que, por otro lado, y al igual que había sucedido con su antecesor, recibió críticas muy positivas. En esta época realizaron dos giras, en las que coincidieron con artistas reconocidos nacional e internacionalmente.
Posteriormente Alejo Stivel pasó a ser su productor para el siguiente trabajo, Usar y tirar, de 1999, y eso les condujo a alcanzar mayor popularidad y un nivel de ventas más alto, pues superaron las 200.000 copias. Varios temas de este tercer álbum, así como de los dos anteriores, y otros ocho temas inéditos aparecieron en su siguiente publicación, Sin enchufe, una grabación en vivo y en acústico. Entre las nuevas canciones se encuentran «Carolina», una de las más conocidas de la banda por el público general, y dos versiones de temas de Rod Stewart y de The Rolling Stones (en particular, una versión de la que hicieron Los Salvajes sobre el original de The Rolling Stones). La convivencia durante la amplia gira derivada del éxito de este álbum provocó, sin embargo, que Santiago Campillo fuera expulsado de la banda debido a diferencias con sus compañeros, según la versión oficial, pero que tiene más aristas, tal y como plantea el propio Santiago.
Su sustituto fue Carlos Raya, con quien ya grabaron su quinto álbum, Defectos personales, que no fue producido por Stivel sino por Nigel Walker y que fue publicado en 2002, dos años anterior a Sopa fría, álbum para el cual recuperaron a Stivel. En el año 2006 editaron su primer recopilatorio, titulado Retrovisión 1995-2006 y en el que se incluyen dos canciones de Un buen momento, tan sólo una de Coliseum, tres de Usar y tirar, tres de Sin enchufe, dos de Defectos personales, cuatro de Sopa fría y dos temas inéditos, de los cuales uno se convirtió en sencillo.
Su octavo trabajo, Memorias de un espantapájaros, se publicó el 19 de febrero de 2008. De él se extrajo como primer single «Roto por dentro». Además, ya habían presentado algunos de sus temas, como «Pasos de equilibrista», «Inmigrante» o «Las calles están ardiendo», en los conciertos de su última gira. Es el primer álbum que produce Carlos Raya para M-Clan.
En 2010 volvieron a sacar un nuevo disco, el 21 de septiembre, que llevaba por título Para no ver el final, producido por Carlos Raya, pero esta vez con Carlos Tarque y Ricardo Ruipérez al frente sin el resto de la formación habitual. Pascual Saura había preferido abandonar el grupo debido a su estado de salud, previamente a la grabación del álbum, y desgraciadamente falleció el 16 de diciembre de 2010 de un infarto. En este álbum, junto a Tarque y Ruipérez están Coki Giménez como batería e Iván González como bajista. Su primer sencillo fue «Me voy a dejar llevar», al cual siguió «Para no ver el final», el tema que daba título al álbum.

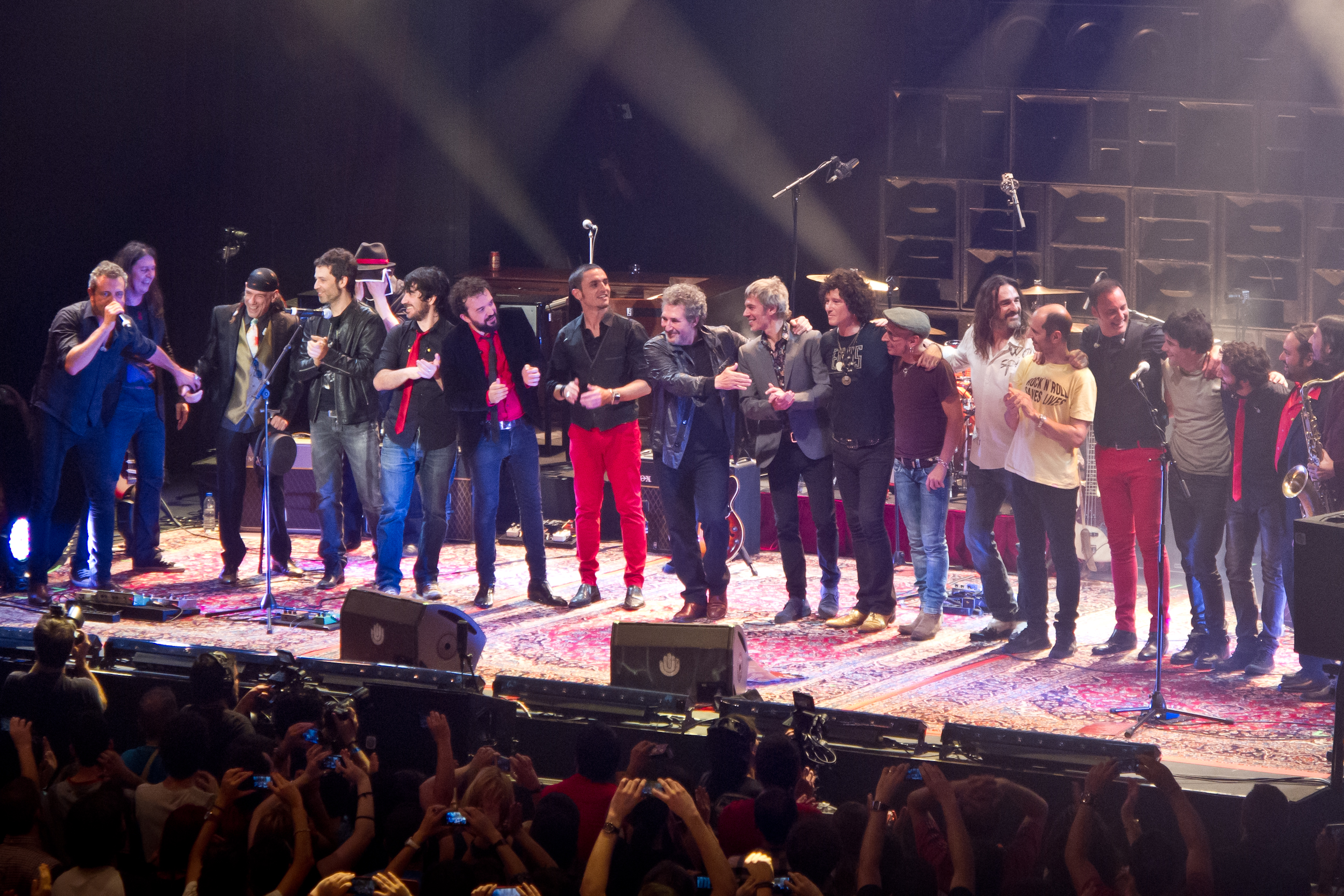
M Clan con todos sus invitados tras el concierto aniversario del 6 de junio de 2014 reflejado en Dos noches en el Price.

Con una formación muy similar publicaron su siguiente trabajo, Arenas movedizas, el 6 de noviembre de 2012, después de una larga gira que les había llevado hasta Sudamérica y había finalizado en primavera de ese mismo año. Unas semanas después del lanzamiento de este octavo álbum de estudio comienzan una nueva gira para presentar los nuevos temas —de los cuales el primer sencillo fue «Escucha mi voz», lanzado el 9 de octubre—, cuyo estilo guardaba cierta continuidad con el sonido del álbum predecesor, siendo incluso algo más roquero.
En 2014 anunciaron un concierto para el 7 de junio de ese mismo año que sería grabado en CD y DVD con motivo de su vigésimo aniversario como banda. Debido a la buena acogida de los aficionados, tras agotar las entradas para el día 7, anunciaron una segunda fecha, el día 6, en la que también llenaron. Para ambos conciertos, que tuvieron lugar en el Teatro Circo Price de Madrid, contaron con la colaboración de varios invitados de gran importancia en el rock en español, además de amigos suyos: Fito Cabrales, Enrique Villarreal Armendariz "El Drogas", Miguel Ríos, Alejo Stivel, Ariel Rot, Guasones, Carlos Raya (productor y antiguo miembro), Íñigo Uribe (primer pianista de M Clan), Luis Prado (antiguo miembro) y Enrique Bunbury. Durante el concierto tocaron temas de casi todos sus álbumes, incluyendo Coliseum (con «Maxi ha vuelto» y «Dónde está la revolución») y exceptuando Arenas movedizas y Defectos personales. Su compañía discográfica anunció posteriormente que el lanzamiento del álbum y DVD de dichos conciertos tendría lugar el 30 de septiembre de 2014. Más tarde anunciarían que se realizará una gira de 20.º Aniversario por diversas ciudades de España desde finales de 2014 hasta 2015, teniendo como fecha especial el concierto en el Barclaycard Center de Madrid, para el que se agotaron todas las entradas. Este concierto contaría con los invitados del directo del Price, además de Leiva (cantante), Fructuoso "Fortu" Sánchez y Ovidi Tormo cantante de Los Zigarros.
El 22 de julio de 2016 hicieron saber mediante un nuevo videoclip, del tema "La esperanza", que su próximo trabajo se titularía Delta y se pondría a la venta el 30 de septiembre de 2016. Asimismo, adjuntaron una lista de conciertos de una nueva gira por España a partir de noviembre de 2016 para promocionar Delta, grabado en Nashville bajo la producción de Brad Jones.. Este disco fue un cambio de rumbo en la carrera de los murcianos al sumergirse en las raíces de la música estadounidense, destacando en Delta el country y el folk rock.

## Miembros

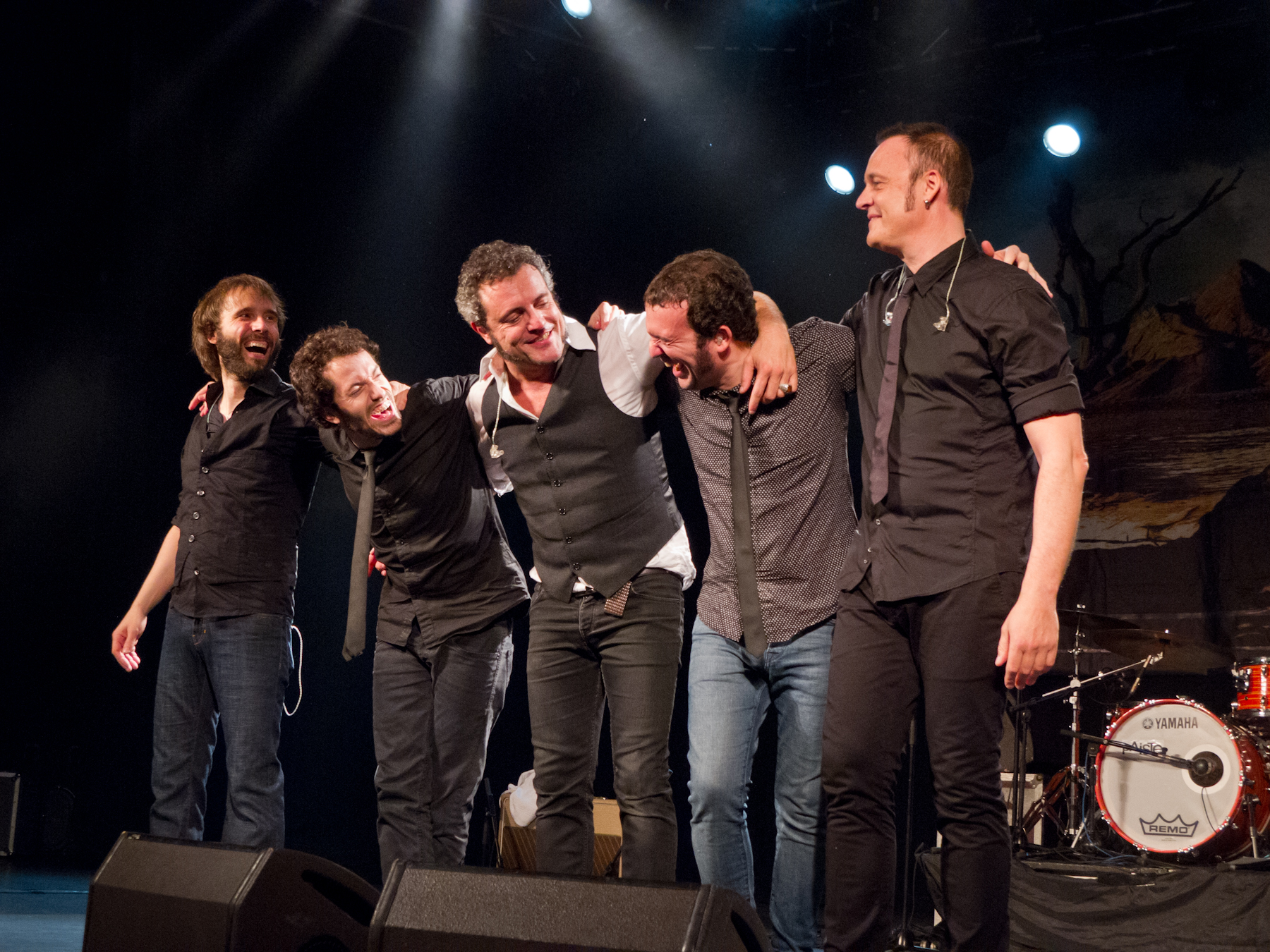
M-Clan tras un concierto de su gira Arenas movedizas.

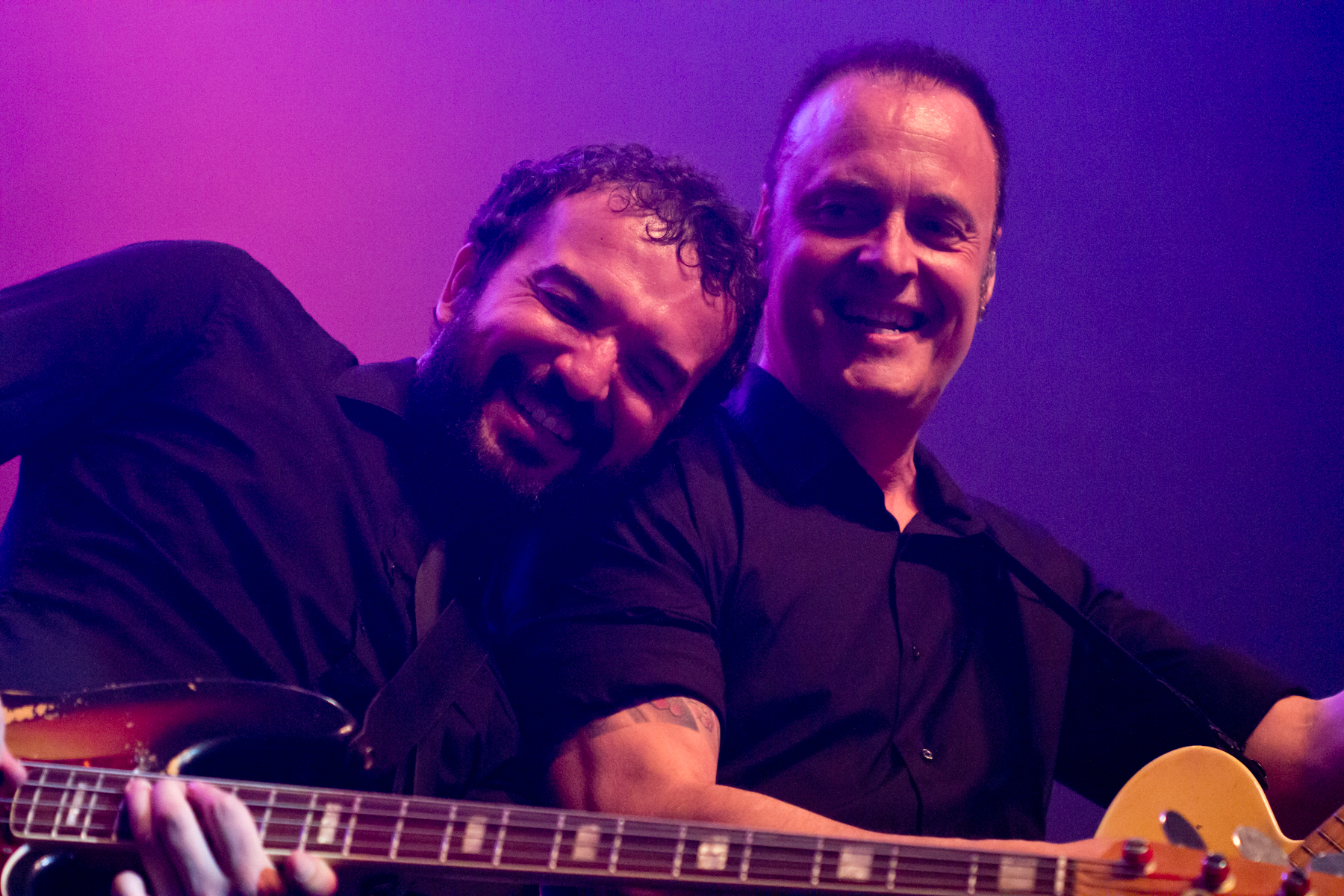
Iván González y Ricardo Ruipérez en 2013.

### Carlos Tarque: voz (1992 - actualidad)
Carlos González Tarque nació en Santiago de Chile (Chile), el 16 de septiembre de 1969, conocido artísticamente como Carlos Tarque, es cantante y compositor, líder y miembro fundador del grupo. En 2018 realizó su primer proyecto en solitario llamado “Tarque” en conjunto con otros músicos, editando un disco el cual entró en el ranking de los discos más vendidos en España.

### Ricardo Ruipérez: guitarras (1992 - actualidad)
Nació el 19 de julio de 1968 en Murcia (España). Músico, guitarrista de profesión y compositor de corazón. También ha aprovechado el parón de M-Clan para dejar de ser solamente el guitarrista de la banda y lanzarse a una aventura en solitario. Forjar su propio nombre con un disco propio y personal, su visión de la música es más como compositor que como instrumentista.

### Antiguos miembros
- Santi Campillo: guitarra solista (1992 - 2001),
- Juan Antonio Otero, Oti (†2021): batería (1992 - 2010),
- Pascual Saura (†2010): bajo (1992 - 2010),
- Luis Prado : teclados (1999 - 2004, 2014)
- Íñigo Uribe: teclados (1992 - 1999),
- Alejandro Climent, Boli: teclados (2004 - 2012),
- Carlos Raya: guitarra solista (2001 - 2006).
- Coki Giménez: batería (2010 - 2016).

### Colaboraciones en estudio y directo

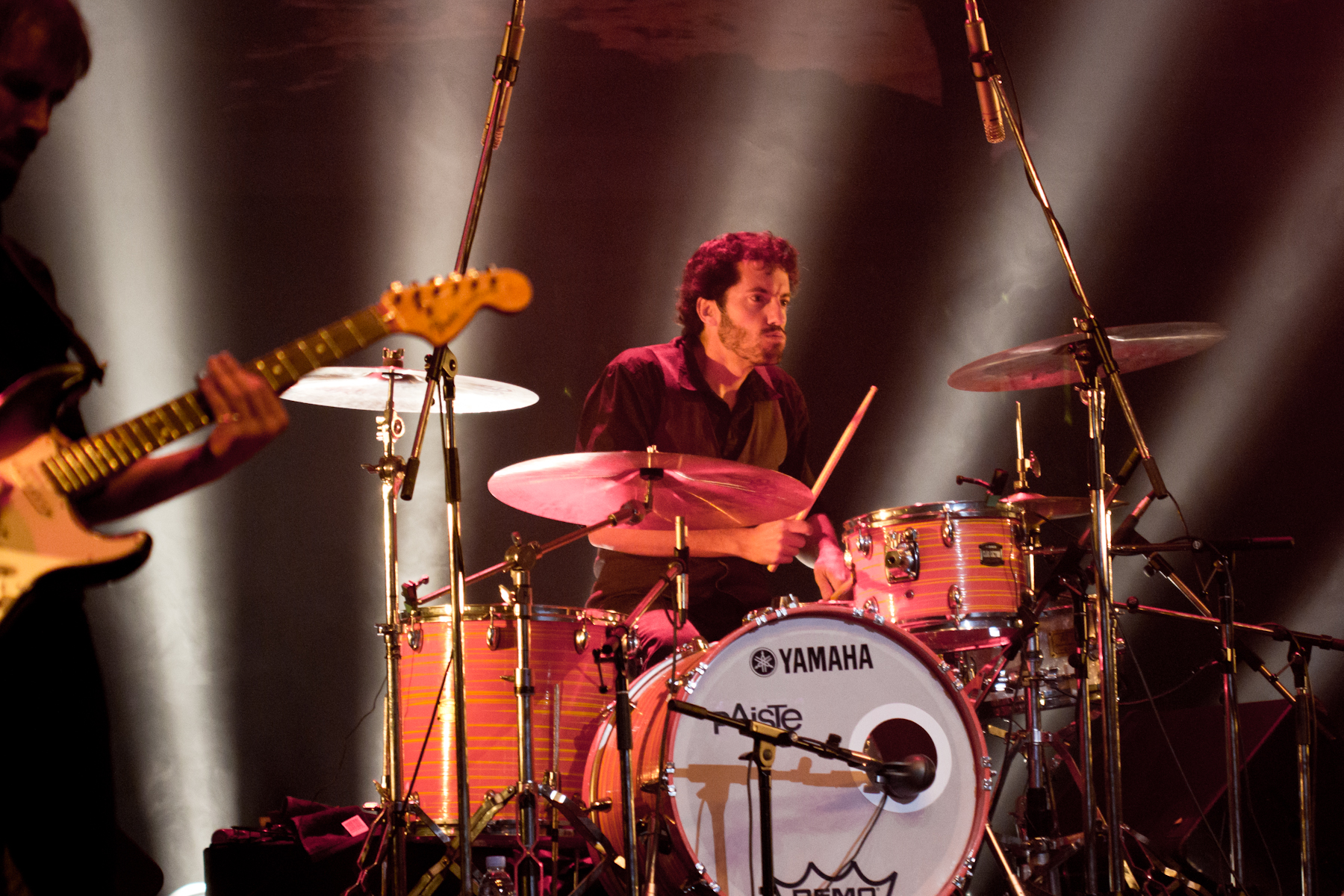
Coki Giménez en concierto.

- Prisco Priscus: guitarra solista (2006 - presente)
- Iván González: bajo (2010 - presente),
- Charly Bautista: piano, órgano y percusión (2016 - presente)
- Sergio Bernal: batería (2016 - presente)

## Discografía

### De estudio
- Un buen momento (1995)
- Coliseum (1997)
- Usar y tirar (1999)
- Defectos personales (2002)
- Sopa fría (2004)
- Memorias de un espantapájaros (2008)
- Para no ver el final (2010)
- Arenas movedizas (2012)
- Delta (2016)

### En directo
- Sin enchufe (2001)
- Dos noches en el Price (2014)
- En Petit Comité (2022, acústico)

### Recopilaciones
- Retrovisión (2006, con dos temas nuevos).

## Trabajos en solitario

### Carlos Tarque
Aprovechando un descanso tomado por la banda, Carlos Tarque decide iniciar un proyecto en solitario de rock duro. Con este proyecto en solitario publica en 2018 el disco titulado Tarque. Para este disco Carlos Tarque ha contando con el guitarrista y productor Carlos Raya (M-Clan, Fito & Fitipaldis, Quique González) en la composición de los 10 temas del álbum. Para la grabación de este trabajo también ha contado con los músicos Coki Gimenez a la batería (M-Clan, Amaral) y Chapo González al bajo (M-Clan, Deluxe, Amaral). Con este nuevo disco Tarque entra en el ranking de los discos más vendidos en España durante la semana del 5 al 11 de octubre de 2018.

### Ricardo Ruipérez
Durante el mismo descanso de M-Clan, Ricardo Ruipérez  graba un disco en solitario producido por José Nortes y contando con los músicos Sergio Bernal (batería), Candy Caramelo (bajo), el propio José Nortes (guitarra), Lluis Prado (teclados), Txetxu Altube (voces), Manu Clavijo (cuerdas) y Miguel Malla (metales). Publicado en 2019, El bosque de los pájaros es un disco compuesto íntegramente por Ricardo Ruipérez e influenciado por el folk/rock americano.